# Amayé-sur-Seulles
Pour les articles homonymes, voir Amayé et Seulles (homonymie).
Amayé-sur-Seulles est une commune française, située dans le département du Calvados en région Normandie, peuplée de 211 habitants.

## Géographie
La commune est aux confins du Bessin et du Bocage virois. Son bourg est à 5 km à l'ouest de Villers-Bocage et à 7 km à l'est de Caumont-l'Éventé.
Amayé-sur-Seulles est située dans la vallée de la Seulles.
| Anctoville, Livry (par un angle) | Anctoville        | Anctoville              |
| Cahagnes                         | Amayé-sur-Seulles | Saint-Louet-sur-Seulles |
| Cahagnes                         | Cahagnes          | Tracy-Bocage            |

### Hydrographie
La commune est située dans le bassin Seine-Normandie. Elle est drainée par la Seulles, le Calichon, le fossé 03 de la Jannière, le fossé 01 du Grand Bosq, le ruisseau du Coudray et divers autres petits cours d'eau,.
La Seulles, d'une longueur de 72 km, prend sa source dans la commune de Dialan sur Chaîne et se jette  dans la baie de Seine à Courseulles-sur-Mer, après avoir traversé 31 communes. 

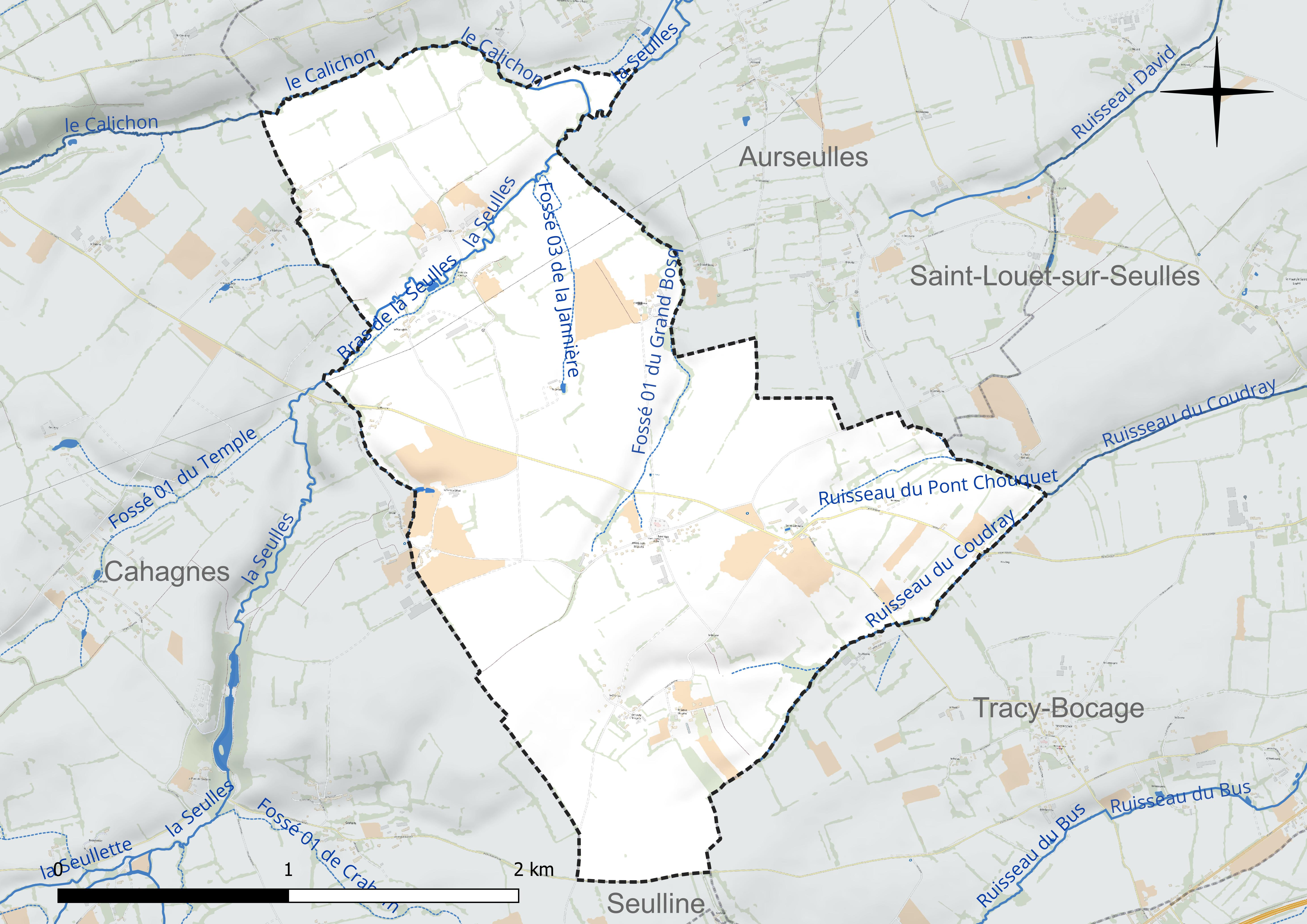
Réseau hydrographique d'Amayé-sur-Seulles.

### Climat
Pour des articles plus généraux, voir Climat de la Normandie et Climat du Calvados.
En 2010, le climat de la commune est de type climat océanique franc, selon une étude du CNRS s'appuyant sur une série de données couvrant la période 1971-2000. En 2020, Météo-France publie une typologie des climats de la France métropolitaine dans laquelle la commune est exposée à un climat océanique et est dans la région climatique Normandie (Cotentin, Orne), caractérisée par une pluviométrie relativement élevée (850 mm/a) et un été frais (15,5 °C) et venté. Parallèlement le GIEC normand, un groupe régional d'experts sur le climat, différencie quant à lui, dans une étude de 2020, trois grands types de climats pour la région Normandie, nuancés à une échelle plus fine par les facteurs géographiques locaux. La commune est, selon ce zonage, exposée à un « climat contrasté des collines », correspondant au Bocage normand, bien arrosé, voire très arrosé sur les reliefs les plus exposés au flux d'ouest, et frais en raison de l'altitude.
Pour la période 1971-2000, la température annuelle moyenne est de 10,4 °C, avec  une amplitude thermique annuelle de 12,4 °C. Le cumul annuel moyen de précipitations est de 923 mm, avec 13,4 jours de précipitations en janvier et 8,2 jours en juillet. Pour la période 1991-2020, la température moyenne annuelle observée sur la station météorologique la plus proche, située sur la commune de Seulline à 5 km à vol d'oiseau, est de 11,3 °C et le cumul annuel moyen de précipitations est de 992,2 mm,. Pour l'avenir, les paramètres climatiques de la commune estimés pour 2050 selon différents scénarios d'émission de gaz à effet de serre sont consultables sur un site dédié publié par Météo-France en novembre 2022.

## Urbanisme

### Typologie
Au 1er janvier 2024, Amayé-sur-Seulles est catégorisée commune rurale à habitat très dispersé, selon la nouvelle grille communale de densité à 7 niveaux définie par l'Insee en 2022.
Elle est située hors unité urbaine. Par ailleurs la commune fait partie de l'aire d'attraction de Caen, dont elle est une commune de la couronne,. Cette aire, qui regroupe 296 communes, est catégorisée dans les aires de 200 000 à moins de 700 000 habitants,.

### Occupation des sols
L'occupation des sols de la commune, telle qu'elle ressort de la base de données européenne d'occupation biophysique des sols Corine Land Cover (CLC), est marquée par l'importance des territoires agricoles (100 % en 2018), une proportion identique à celle de 1990 (100 %). La répartition détaillée en 2018 est la suivante : 
terres arables (51,5 %), prairies (46,4 %), zones agricoles hétérogènes (2 %). L'évolution de l'occupation des sols de la commune et de ses infrastructures peut être observée sur les différentes représentations cartographiques du territoire : la carte de Cassini (XVIIIe siècle), la carte d'état-major (1820-1866) et les cartes ou photos aériennes de l'IGN pour la période actuelle (1950 à aujourd'hui).

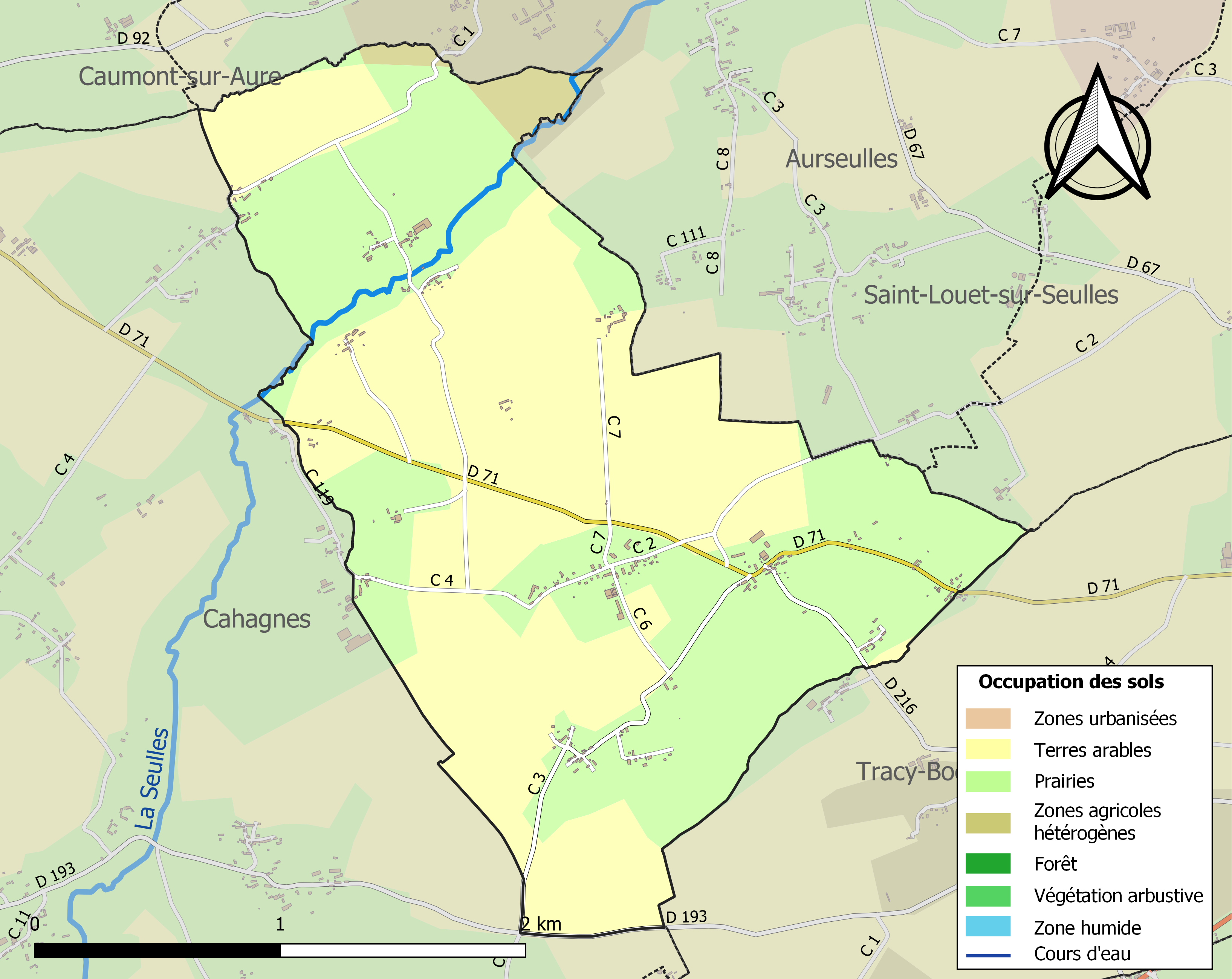
Carte des infrastructures et de l'occupation des sols de la commune en 2018 (CLC).

## Toponymie
Le toponyme est attesté sous la forme Amay-sur-Seulle en 1371. L'origine n'en est pas clairement établie. Selon René Lepelley, Amayé pourrait être issu de l'anthroponyme roman Macatus précédé de la préposition latine ad, « chez », tandis qu'Albert Dauzat propose le latin Amatus ou Amadius. Ces deux hypothèses ne sont pas partagées par François de Beaurepaire dans un ouvrage plus récent qui considère ce toponyme comme indéterminé.
La Seulles est un fleuve côtier, en Normandie, dans le département du Calvados, qui se jette dans la Manche à Courseulles-sur-Mer.
Le gentilé est  Amayen.

## Histoire
La commune est décorée de la Croix de guerre 1939-1945 par décret du 11 novembre 1948.

## Politique et administration

### Liste des maires
| Période                                  | Période   | Identité         | Étiquette | Qualité     |
| ---------------------------------------- | --------- | ---------------- | --------- | ----------- |
| 1983                                     | mars 2001 | Charles Guilbert | SE        | Agriculteur |
| mars 2001                                | En cours  | Pascal Cotard    | SE        | Agriculteur |
| Les données manquantes sont à compléter. |           |                  |           |             |

Le conseil municipal est composé de onze membres dont le maire et deux adjoints.

### Jumelages
- Mömbris (Allemagne)[29].

## Démographie
L'évolution du nombre d'habitants est connue à travers les recensements de la population effectués dans la commune depuis 1793. Pour les communes de moins de 10 000 habitants, une enquête de recensement portant sur toute la population est réalisée tous les cinq ans, les populations de référence des années intermédiaires étant quant à elles estimées par interpolation ou extrapolation. Pour la commune, le premier recensement exhaustif entrant dans le cadre du nouveau dispositif a été réalisé en 2006.
En 2022, la commune comptait 211 habitants, en évolution de −7,05 % par rapport à 2016 (Calvados : +1,58 %, France hors Mayotte : +2,11 %).
Amayé-sur-Seulles a compté jusqu'à 518 habitants en 1821.
| 1793 | 1800 | 1806 | 1821 | 1831 | 1836 | 1841 | 1846 | 1851 |
| ---- | ---- | ---- | ---- | ---- | ---- | ---- | ---- | ---- |
| 414  | 483  | 512  | 518  | 447  | 439  | 414  | 402  | 409  |

| 1856 | 1861 | 1866 | 1872 | 1876 | 1881 | 1886 | 1891 | 1896 |
| ---- | ---- | ---- | ---- | ---- | ---- | ---- | ---- | ---- |
| 385  | 366  | 379  | 356  | 340  | 335  | 290  | 289  | 283  |

| 1901 | 1906 | 1911 | 1921 | 1926 | 1931 | 1936 | 1946 | 1954 |
| ---- | ---- | ---- | ---- | ---- | ---- | ---- | ---- | ---- |
| 277  | 270  | 267  | 218  | 224  | 225  | 223  | 172  | 195  |

| 1962 | 1968 | 1975 | 1982 | 1990 | 1999 | 2006 | 2011 | 2016 |
| ---- | ---- | ---- | ---- | ---- | ---- | ---- | ---- | ---- |
| 194  | 195  | 169  | 185  | 158  | 163  | 195  | 199  | 227  |

| 2021 | 2022 | - | - | - | - | - | - | - |
| ---- | ---- | - | - | - | - | - | - | - |
| 218  | 211  | - | - | - | - | - | - | - |

## Culture locale et patrimoine

### Lieux et monuments
- Église Saint-Vigor du XVe siècle qui dépendait de l'abbaye de Cerisy. Elle abrite un retable du XVIIIe siècle doté d'une Vierge à l'Enfant du XVIe, l'ensemble étant classé à titre d'objets aux Monuments historiques[34].
- Château du Bosq, XVIIIe siècle.
- Le Clos d'Orval, ferme cidricole, exposition d'outils et de matériels cidricoles anciens[35].

### Héraldique
| Armes d'Amayé-sur-Seulles | Les armes de la commune d'Amayé-sur-Seulles se blasonnent ainsi : De sinople à la tierce ondée d'argent accompagnée de trois quintefeuilles d'or. |